# Angelo Palombo
Angelo Palombo (ur. 25 września 1981 w Ferentino) – włoski piłkarz występujący na pozycji defensywnego pomocnika.

## Kariera klubowa
Angelo Palombo zawodową karierę rozpoczął w 2001 Fiorentinie. 10 lutego 2002 w przegranym 0:2 meczu z Venezią Calcio zadebiutował w rozgrywkach Serie A. W Fiorentinie włoski gracz grał tylko w sezonie 2001/2002, w którym rozegrał dziesięć spotkań w pierwszej lidze. Razem z Fiorentiną uplasował się na siedemnastej pozycji w Serie A i spadł do drugiej ligi. 1 sierpnia 2002 włoski klub z powodu problemów finansowych został zdegradowany do Serie C2, a działacze zespołu byli zmuszeni sprzedać wielu swoich zawodników.
W sierpniu 2002 Palombo podpisał kontrakt z Sampdorią. W barwach „Blucerchiatich” zadebiutował 14 września podczas wygranego 4:2 meczu z Lecce, a pierwszego gola zdobył 12 stycznia 2003 podczas zremisowanego 3:3 pojedynku przeciwko Messinie. Palombo dosyć niespodziewanie wywalczył sobie miejsce w podstawowej jedenastce Sampdorii i w sezonie 2002/2003 wystąpił w 32 ligowych spotkaniach. W sezonie 2005/2006 włoski pomocnik zadebiutował w rozgrywkach Pucharu UEFA, z którego Sampdoria została wyeliminowana w rundzie grupowej. W ostatnim meczu rozgrywek 2007/2008, 17 maja 2008 podczas zremisowanego 3:3 pojedynku przeciwko Juventusowi Palombo rozegrał dwusetny ligowy mecz dla Sampdorii.
31 stycznia 2012 roku Angelo Palombo stał się zawodnikiem klubu Inter Mediolan na okres półrocznego wypożyczenia za kwotę 1 mln € z opcją pierwokupu za 4 mln €. Jeśli Inter Mediolan zdecyduje się na wykupienie piłkarza, jego kontrakt będzie obowiązywał do 2016 roku.

## Kariera reprezentacyjna
Palombo ma za sobą występy w młodzieżowych reprezentacji Włoch. Grał w zespołach do lat 20 oraz 21, dla których łącznie wystąpił w 37 pojedynkach. Razem z drużyną do lat 21 w 2004 Palombo wywalczył Młodzieżowe Mistrzostwo Europy oraz brązowy medal Igrzysk Olimpijskich w Atenach.
W seniorskiej reprezentacji Włoch kapitan Sampdorii zadebiutował 16 sierpnia 2006 w przegranym 0:2 towarzyskim meczu z Chorwacją zmieniając w 58 minucie Fabio Liveraniego. W spotkaniu tym debiut zaliczyli również Christian Terlizzi, Giulio Falcone oraz Gennaro Delvecchio. Początkowo Palombo występował tylko w meczach towarzyskich, po czym 10 września 2008 wystąpił w meczu eliminacji do Mistrzostw Świata 2010 z Gruzją. W 2009 Marcello Lippi powołał go do kadry na Puchar Konfederacji, a w 2010 na mistrzostwa świata.